# Hey Daddy (Daddy’s Home)
„Hey Daddy (Daddy’s Home)” jest pierwszym oficjalnym singlem z szóstego studyjnego albumu Ushera, Raymond v. Raymond. W piosence gościnnie wystąpił raper Piles. Utwór został napisany przez Rico Love i wyprodukowany przez The Runners. Trafił do amerykańskich stacji radiowych 10 grudnia 2009.

## Teledysk
Teledysk do utworu wyreżyserował Chris Robinson, a premiera odbyła się na wszystkich stacjach MTV Networks 28 stycznia 2010 roku. W klipie wystąpiła gościnnie francuska modelka Noemie Lenoir.

## Pozycje na listach
| Lista przebojów (2009)               | Pozycja |
| ------------------------------------ | ------- |
| U.S. Billboard Hot 100               | 94      |
| U.S. Billboard Hot R&B/Hip-Hop Songs | 32      |